# Aquelarre (juego de rol)
Aquelarre es un juego de rol creado por Ricard Ibáñez y publicado por primera vez en 1990 por la editorial barcelonesa Joc Internacional. El juego está ambientado en la península ibérica durante la Edad Media, más exactamente entre los siglos XIII y XIV. Si bien tiene un ambiente marcadamente histórico también tiene un profundo trasfondo fantástico: Aquelarre asume que todos los mitos y leyendas de aquella época son reales, que el diablo anda entre los mortales y que se libra una eterna batalla entre dos realidades, lo racional (lo humano, las ciencias, la lógica, el día) y lo irracional (la noche, la locura, la fantasía, las criaturas legendarias y la magia).
Este es el planteamiento inicial de Aquelarre: los jugadores interpretan a humanos normales, habitantes de la península, que deberán vivir y padecer en la sociedad de la época y a la vez verse afectados, con mayor o menor suerte, por este «enfrentamiento» entre realidades. Publicado por primera vez en noviembre de 1990, Aquelarre es el primer juego de rol de producción autóctona española (Mutantes en la sombra, segundo juego de rol español, fue publicado cinco meses después, en abril de 1991).

## El sistema de juego
El sistema de juego de Aquelarre se inspira en el sistema BRP (Basic Role-Playing), extrapolado en 1980 por la editorial estadounidense Chaosium a partir de su juego de rol RuneQuest (1978). Este conjunto de reglas se basa en un sistema de habilidades porcentuales, es decir que cada habilidad está expresada con un porcentaje. Para obtener éxito en una acción que requiera una habilidad determinada el jugador debe obtener, con un dado de cien, un resultado igual o inferior al de su porcentaje de habilidad. Hay ciertos valores clave que el jugador no elige, sino que son determinados aleatoriamente, como la posición social, o su situación familiar. El sistema de combate es bastante sencillo y a la vez detallado, es también bastante «sangriento» y realista. La magia por otro lado es complicada y no es tan fácil llevar a cabo hechizos con éxito, como es el caso en otros juegos más fantásticos.

## Ambiente histórico
El lugar y la época en los que se desarrolla Aquelarre son los de la península ibérica durante la Edad Media. Los territorios de la Península están repartidos en varios reinos (Castilla, Aragón, Portugal, Navarra y Granada) con sus culturas, idiomas y religiones, muchas veces enfrentados y acarreando con largas y costosas guerras. El mundo de Aquelarre no sólo está acosado por la guerra sino también por el hambre y la peste, ocasionados por el rígido sistema feudal de señores y vasallos en el que una pequeña parte de la población, propietaria de la tierra y de los hombres que en ella trabajan, es la que se lleva toda la riqueza. El resto de la población, la más numerosa, permanece pobre e ignorante.
1
En este ambiente los señores feudales y la iglesia concentraban casi todo el poder, pero algo estaba cambiando: en las grandes ciudades se gestaría una nueva clase, la burguesía, pequeños comerciantes que alcanzan un buen nivel económico, y ya no se conforman con su sencilla vida, aspirando a algo más. Así es que las motivaciones de los personajes de Aquelarre podrán también incluir mejorar su calidad de vida, o en el caso de que ya la tengan, garantizar su continuidad.

## La magia
En Aquelarre la magia está a la orden del día. Las brujas realmente existen, y preparan extrañas pociones en sus calderos, para fines tan terrenales como la virilidad o para otros más elevados, como la comunicación con los espíritus. Y si bien los jugadores pueden hacer que sus personajes conozcan y utilicen la magia, deben tener en cuenta que en esta época, todo aquello sobrenatural o mágico (lo irracional), es considerado por el común de la gente (la racional) como algo demoníaco y absolutamente prohibido. Así deberán cuidarse de la Fraternitas Vera Lucis (que en el juego se afirma, que es el antecedente de la Inquisición) – una sociedad secreta destinada a exterminar todo atisbo del mundo irracional. Por supuesto que cualquier confesión o alarde de poseer facultades mágicas conlleva la inmediata pena de muerte, ya sea en la horca, la hoguera, dependiendo del reino o la autoridad de turno.

## Mitología ibérica
La península ibérica tiene una riquísima mitología, llena de curiosas criaturas y enigmáticas leyendas. Cada región tiene las locales, y hay otras de mayor ámbito territorial. A los ya clásicos duendes (principalmente en Castilla), se suman otras criaturas mucho más pintorescas, como los follets (catalanes), los idixta (vascos), las ondinas (presentes en las fuentes naturales de agua), trasgos y lobishomes en Galicia y otras mucho más terribles, oscuras y peligrosas, de procedencia infernal. Todas ellas están presentes en el juego.

## El Cielo y el Infierno
Otro de los principales puntos dentro del juego es la complejidad del trasfondo demoníaco. Además de Lucifer y un par de príncipes, existe toda una corte de demonios menores, y criaturas maléficas, que están bastante organizados. Hay demonios superiores (de la destrucción, de la envidia, de la lujuria, del dominio, de las riquezas y de la magia negra) secundados por los llamados demonios elementales (gnomos, ígneos, íncubos y súcubos, ondinas, silfos y sombras).

## Historia del juego
Desde su primera edición hasta la actualidad Aquelarre ha pasado por cuatro editoriales, Joc Internacional, La Caja de Pandora, Proyectos Editoriales Crom y Nosolorol Ediciones. La primera editó el manual original y siete suplementos, entre ellos una pantalla, un bestiario, uno especialmente dedicado a Cataluña y una ampliación para jugar en el renacimiento. Este último, Villa y Corte, permitía ampliar el juego hasta el Madrid del Siglo XVI, capital del Imperio de Carlos V. En 1999, tras el cierre en 1998 de Joc Internacional, La Caja de Pandora publicó la segunda edición, para la que publicó también nuevos suplementos hasta su propio cierre, en 2002. Para algunos aficionados el cambio de los ilustradores en esta segunda edición no fue positivo, se pasó de un estilo medieval (de Arnal Ballester) a un estilo de «historieta», próximo del «manga», que no encajaba con el «espíritu del juego». Sin embargo tuvo sus puntos positivos, una nueva edición en color y la edición de algunos suplementos, por ejemplo los dedicados a Navarra y a Galicia.
Cuando La Caja de Pandora cerró en 2002 fue la editorial Proyectos Editoriales Crom quien retomó la publicación de Aquelarre. Para esta nueva gama se editaron muchos más suplementos que antes, dedicados a profesiones específicas (médicos, inquisidores, alquimistas), al reino de Granada, y una serie de nuevas campañas y la reedición de ciertos suplementos publicados por las editoriales que habían precedido. Proyectos Editoriales Crom también terminó cerrando (en 2004) y el juego y sus derechos de publicación volvieron a manos de su creador Ricard Ibáñez, así como a los aficionados que siguieron dándole soporte y difusión, reunidos en una lista de correo oficial.
Finalmente, en marzo de 2011, la editorial Nosolorol Ediciones publicó la tercera edición de Aquelarre.

## Ediciones
- Martes y trece de noviembre de 1990: Aquelarre, primera edición[1] (Joc Internacional)
- 31 de diciembre de 1999: Aquelarre, segunda edición[3] (La Caja de Pandora, edición apodada como Aquelarre: vademecum)
- 23 de abril de 2001: Aquelarre, la tentación, segunda edición revisada[4] (La Caja de Pandora, edición a todo color)
- Agosto de 2001: Aquelarre, edición de lujo, segunda edición revisada (La Caja de Pandora)
- Diciembre de 2003: Aquelarre, la tentation, traducción al francés de la segunda edición revisada[5] (Proyectos Editoriales Crom)
- Marzo de 2011: Aquelarre, tercera edición (Nosolorol Ediciones)

## Manuales y suplementos
- Aquelarre (Joc Internacional, 1990)
- Lilith[6] (Joc Internacional, 1991)
- Rerum demoni[7] (Joc Internacional, 1992)
- Danza Macabra[8] (Joc Internacional, 1992, reeditado por Proyectos Editoriales Crom en 2002)
- Rinascita[9] (Joc Internacional, 1993)
- Dracs[10] (Joc Internacional, 1994)
- Rincón[11] (Joc Internacional, 1995)
- Villa y Corte[12] (Joc Internacional, 1996)
- Aquelarre (La Caja de Pandora, segunda edición del juego, 1999)
- Mitos y Leyendas Vol.0 + Pantallas (La Caja de Pandora, 2000)
- Mitos y Leyendas Vol.I Ad Intra Mare I (La Caja de Pandora, 2000)
- Mitos y Leyendas Vol. II Ad Intra Mare II (La Caja de Pandora, 2000)
- Mitos y Leyendas Vol. III Ultreya (La Caja de Pandora, 2000)
- Aker Codex: Fogar de Breogan[13] (La Caja de Pandora, octubre de 2000)
- Aker Codex: Jentilen Lurra (La Caja de Pandora, marzo de 2000)
- Akercodex, las leyendas del macho cabrío[14] (La Caja de pandora, 2000)
- Aquelarre, la tentación (La Caja de pandora, segunda edición revisada, 2001)
- El Tribunal de La Santa Inquisición (Codex Inquisoturius)[15] (La Caja de pandora, 2001)
- Codex Inquisistorius. El Tribunal de la Santa Inquisición (Proyectos Editoriales Crom, 2002)
- La Fraternitas de la Vera Lucis[16] (Proyectos Editoriales Crom, 2002)
- La Danza Macabra y otros relatos... + Pantallas[17] (Proyectos Editoriales Crom, 2002)
- Al Andalus[18] (Proyectos Editoriales Crom, 2002)
- Medina Garnatha (Proyectos Editoriales Crom, 2002)
- Jentilen Lurra (Proyectos Editoriales Crom, 2002)
- Ars Medica (Proyectos Editoriales Crom, 2002)
- Grimorio[19] (Proyectos Editoriales Crom, 2002)
- Fogar de Breogan (Proyectos Editoriales Crom, 2002)
- El brumoso norte: Jentilen Lurra[20] (Proyectos Editoriales Crom, 2002)
- El brumoso norte: Fogar de Breogan[21] (Proyectos Editoriales Crom, 2002)
- Sefarad[22] (Proyectos Editoriales Crom, 2003)
- Aquelarre Apócrifo (Proyectos Editoriales Crom, 2003)
- Ars Carmina, el libro secreto de los juglares (Proyectos Editoriales Crom, 2003)
- Ars Magna, el libro secreto de los alquimistas (Proyectos Editoriales Crom, 2003)
- Descriptio Cordubae (Proyectos Editoriales Crom, 2003)
- Aquelarre, la tentation (edición en francés del reglamento básico, Proyectos Editoriales Crom, 2003)
- Danse macabre[23] (traducción al francés de la pantalla y del suplemento, febrero de 2004)
- Aquelarre (Nosolorol Ediciones, tercera edición del juego, 2011)
- Asturies Medievalia (Nosolorol Ediciones, 2012)
- Saeptum Arbitri (Nosolorol Ediciones, 2012)
- Aquelarre: Breviarium (Nosolorol Ediciones, tercera edición del juego resumida,  2013)
- Ars Malefica (Nosolorol Ediciones, 2013)
- Legendarium Inferni (Nosolorol Ediciones, 2014)
- Daemonolatreia (Nosolorol Ediciones, 2015)
- Bestiarium Hispaniae (Nosolorol Ediciones, 2015)
- Decameron (Nosolorol Ediciones, 2016)
- Retorno a Rincón (Nosolorol Ediciones, 2017)
- Ex Mundo tenebrarum (Nosolorol Ediciones, 2018)

## Otras Lecturas
- Rolato: Amadeo (Proyectos Editoriales Crom, 2002)
- Rolato: El Sacamantecas (Proyectos Editoriales Crom, 2002)
- Rolato: Juicio de Dios[24] (Proyectos Editoriales Crom, 2002)
- Rolato: Lobos de Castrove[25] (Proyectos Editoriales Crom, 2002)
- Rolato: Amanda Trémula (Proyectos Editoriales Crom, 2002)

## Otros productos relacionados
- Pin de Aquelarre (Joc Internacional)
- Póster promocional del manual básico (La Caja de Pandora)
- Figura de resina del Macho cabrío (La Caja de Pandora)
- 6 posaminidados resina -Los cabritos- (La Caja de Pandora)
- Posadados 2d10 resina (La Caja de Pandora)
- Camiseta de Aquelarre (La Caja de Pandora)
- Gorra de Aquelarre (La Caja de Pandora)
- Medallón Mítico -bañado en plata- de Aquelarre, Cruceiro y Anatema (La Caja de Pandora)
- Talismán mítico -resina- de Aquelarre, Cruceiro y Anatema (La Caja de Pandora)